# Pitangui
Pitangui is een gemeente in de Braziliaanse deelstaat Minas Gerais. De gemeente telt 26.038 inwoners (schatting 2009).

## Geboren
- Martinho Álvares da Silva Campos (1816-1887), premier van Brazilië